# Eduardo Bolsonaro
Eduardo Nantes Bolsonaro, né à Rio de Janeiro le 10 juillet 1984, est un homme politique brésilien.
Il est élu député député fédéral pour l’État de São Paulo le 1er février 2015 et est réélu en 2018.

## Biographie
Il est le troisième fils de la première union de Jair Bolsonaro, président du Brésil de  2019 à 2022, avec Rogéria Nantes Nunes Braga. Deux de ses frères nés de la même union sont également des personnalités politiques : Flávio Bolsonaro, sénateur pour l’État de Rio de Janeiro depuis le 1er février 2019 et Carlos Bolsonaro, conseiller municipal de la ville de Rio de Janeiro depuis le 1er janvier 2001.
En 2008, il obtient une licence en droit à l'université fédérale de Rio de Janeiro. Par ailleurs, il réussit en 2010 un concours pour être rédacteur d’actes à la police fédérale.
Eduardo Bolsonaro est élu député fédéral pour l’État de São Paulo le 1er février 2015. En 2018, il est réélu à ce mandat sous la bannière du PSL avec 1 843 745 voix, un record absolu dans les élections législatives brésiliennes.
Il est représentant de l’Amérique latine pour « The Movement », organisation lancée par Steve Bannon.
Son père envisage en 2019 de le nommer ambassadeur du Brésil aux États-Unis mais doit finalement y renoncer devant les réticences du Parlement. Il devient alors le président du groupe parlementaire du Parti social-libéral à la Chambre des députés, en proie à de vives tensions sur fond de corruption,. Après l'élection présidentielle de 2022, remportée par le candidat de gauche Lula da Silva, il rencontre Donald Trump en Floride et presse son père de suivre l'exemple de l'ancien président américain en contestant les résultats et en organisant une résistance populaire.
En mars 2025, il annonce prendre congé de son mandat parlementaire pour s'installer aux États-Unis, où il compte demander l'asile politique. Son départ intervient alors qu'une requête judiciaire vise à confisquer son passeport et l'accuse d'avoir porté porter atteinte à la souveraineté brésilienne en mobilisant des membres de l'administration américaine contre les institutions judiciaires brésiliennes.

## Prises de positions politiques
Dès 2014, Eduardo Bolsonaro se positionne sur la même ligne politique que son père. Il est opposé au mariage homosexuel et aux politiques d'inclusion des minorités. Il est favorable à la peine capitale, à la prison à vie, au travail forcé des détenus, à la réduction de la majorité pénale à 16 ans, au planning familial et à l’abrogation de la loi de contrôle des armes à feu (« qui n’a désarmé que les gens bien »). Il souhaite tout particulièrement la peine de mort pour les condamnés pour viols. À la Chambre des députés, il prend systématiquement la défense de l’agro-industrie et des propriétaires terriens contre les invasions de leurs domaines par les paysans sans terre du MST. Il combat les allocations aux familles des détenus sans ressources, prône la valorisation des Forces Armées et le libre-échange.
Il est positionné à l'extrême droite,.

### Révocation de la loi 213/15
Le 27 avril 2016, il s’est farouchement battu pour révoquer la loi 213/15 qui fixait une limite de 24 heures à la police pour qu’elle présente un détenu pris en flagrant délit devant un juge. Le but de cette loi était de désengorger les prisons,.

### Criminalisation du communisme
Le 24 mai 2016, il propose une loi visant à criminaliser le communisme, qu’il assimile au nazisme. Elle se propose de sanctionner « la fabrication, la commercialisation, la distribution et le transport de symboles, d’emblèmes, d’ornements distinctifs ou de propagande utilisant la croix gammée, la faucille et le marteau ou n’importe quel autre moyen de diffusion favorable au nazisme ou au communisme » .
Il s'engage en juin 2020 pour faire reconnaître les mouvements antifascistes comme organisations terroristes.

### Lutte contre la corruption
Le 30 novembre 2016, il vote favorablement au projet de loi original des Dix mesures contre la corruption.
Le 5 décembre 2016, dans un contexte polémique concernant l'ajout d'amendements, notamment d'amnistie aux caisses noires de campagne électorale, appuyés par des députés de partis politiques impliqués dans l'opération Lava Jato, Eduardo Bolsonaro fait une demande d'injonction au STF pour annuler le vote de la loi. L'objectif est ainsi de revenir au projet original du plan en dix mesures présenté par le procureur de la République, et inspiré d’une pétition signée par 2 millions de personnes. Eduardo Bolsonaro obtient gain de cause du STF le 14 décembre 2016.

### Destitution de Dilma Rousseff
En août 2016, Eduardo Bolsonaro s’est prononcé pour la destitution de Dilma Rousseff.

### Ouverture d’investigation pour corruption contre Michel Temer
En avril 2017, il s’est prononcé pour l’ouverture d’une enquête contre le président alors en exercice, Michel Temer. Mais cette proposition échoue, n'ayant pas la majorité requise.

### Dictature militaire
Dans un entretien donné en octobre 2019, il justifie l'instauration de la dictature militaire brésilienne et la suspension des libertés individuelles par celle-ci. Selon lui, il pourrait être nécessaire de reproduire ces dispositions si la gauche se radicalisait. Le député Rodrigo Maia, dont le père a été assassiné pendant la dictature, qualifie les déclarations d'Eduardo Bolsonaro de « répugnantes » et affirme que « l'apologie réitérée des instruments de la dictature est passible de sanctions ».

## Controverses

### Manifestation armée
Le 3 novembre 2014, Eduardo Bolsonaro exhibe ostensiblement un revolver à la ceinture lors d’une manifestation pour la destitution de Dilma Roussef. Devant l’étonnement d’un journaliste d’El País, il répond: « Je suis un policier fédéral… C’est mon habitude, c’est normal, j’ai un port d’arme… Je ne vois pas pourquoi je viendrais désarmé, alors que je suis toujours armé ».

### Dénonciation du procureur de la République
En avril 2018, la procureure de la République, Raquel Dodge, présente une dénonciation contre Jair Bolsonaro et Eduardo Bolsonaro, tous les deux sont alors des députés fédéraux. Elle reproche à Jair Bolsonaro des propos racistes envers la population afro-brésilienne des Quilombolas, qu’il disait vivre d’aumônes par paresse. Alors qu’Eduardo Bolsonaro est dénoncé pour avoir injurié une journaliste. Ces accusations ne prospèreront pas car Jair Bolsonaro deviendra bientôt président de la République.

### Fermeture de la Cour suprême
En juillet 2018, peu avant l’élection qui allait porter son père à la présidence, Eduardo Bolsonaro est interrogé par des étudiants lors d’une conférence sur sa réaction si le STF (la Cour suprême) invalidait la candidature de son père. Il répond : « Il suffirait d’un caporal et d’un soldat pour fermer le STF… Si vous voulez le fermer, vous n’avez même pas besoin d’une jeep. Vous envoyez un soldat et un caporal… Si vous arrêtez un ministre du STF, vous croyez qu’il y aura une manifestation en faveur des ministres du STF ? ».
Ces propos soulèvent des réactions indignées, tant des juges de la Cour Suprême que de la classe politique.
Pour sa défense, Eduardo Bolsonaro assure qu’il a été mal compris : il présente des excuses à ceux qu’il aurait pu offenser. Même son père le condamne avec ces termes : « celui qui parle de fermer la Cour Suprême doit consulter un psychiatre ».

### Fermeture du Congrès national
En octobre 2019, dans le contexte d'une interview YouTube au sujet des manifestations chiliennes, il propose, en cas de manifestations de gauche au Brésil, de fermer le Congrès par le biais du rétablissement de l'emblématique décret de l'ex-dictature militaire AI-5. Désavoué par son père et devant une forte polémique, il présente ses excuses.

### Implication dans l'affaire desfake news
En mai 2020, Eduardo Bolsonaro est (avec son frère Carlos et plusieurs de leurs conseillers), cité dans le cadre de l'enquête sur les infox. Il est accusé par plusieurs personnalités (actuelles ou passées) du PSL d'avoir mis en place une vaste opération de désinformation, via la création et diffusion de fausses informations sur les juges du STF et sur leurs familles, ainsi que sur les opposants au gouvernement de Bolsonaro ; ces informations ayant été principalement diffusées via l'application WhatsApp (qu'utilisaient alors déjà environ 120 millions de personnes).
Or, Steve Bannon est désormais connu pour avoir peu auparavant contribué à avoir créé et co-dirigé (via leur conseil d’administration) deux officines spécialisées dans l'établissement de profils psychologiques individuels, et dans la désinformation : Cambridge Analytica, et sa société-sœur, moins connue, AggregateIQ (AIQ), toutes deux créées hors des États-Unis par Bannon et par le milliardaire américain Robert Mercer. Ces deux officines ont été mises à jour lors du scandale Cambridge Analytica/AggregateIQ. La première a illégalement aspiré les données personnelles des comptes Facebook d'au moins 87 millions d’utilisateurs, et la seconde a agrégé ces données au moyen d'une intelligence artificielle baptisée Ripon, pour notamment influencer la campagne de Trump et celle du Brexit. Plusieurs lanceurs d'alerte (Christopher Wylie, Shahmir Sanni, Brittany Kaiser, David Caroll, Mark Gettleson…), puis des enquêtes journalistiques, des commissions sanatoriales et des enquêtes de justice ont montré que ces sociétés, grâce à l'intelligence artificielle utilisée par AIQ ont facilement pu faire parvenir via Facebook notamment, des messages ciblées de propagandes, construits sur la base du profil psychologique de leur destinataire pour modifier leurs intentions de vote. Ce système a ainsi permis que les électeurs afro-américains en 2016 soient moins nombreux à voter Hillary Clinton, discréditée par ces messages, au profit de la progression de Trump dans les votes. Au Brésil, c'est WhatsApp puis Telegram, plutôt que Facebook, qui semble avoir été choisis pour la diffusion ciblée de fake news, d'images manipulées par des techniques modernes de propagande, issues du marketing d'influence, de l'astroturfing politique, voire de la guerre psychologique (l'une des spécialités du Groupe SCL (anciennement nommé Strategic Communication Laboratories) qui sous le nom de SCL-Canada a techniquement construit les outils de Cambridge Analytica et d'AggregateIQ). Après que le scandale ait éclaté, ces sociétés se sont dissoutes, mais semblent s'être reconstituées sous d'autres noms et entités, en partie avec les mêmes personnes et dans les mêmes anciens bureaux d'AIQ au Canada. En effet, Facebook ne pouvait plus aussi facilement utilisé, car concernés par plusieurs enquêtes externes et une enquête interne, et ayant fait savoir que « à la lumière des rapports récents, selon lesquels AggregateIQ pourrait être affilié à SCL et pourrait, par conséquent, avoir mal utilisé des données d'utilisateur Facebook, nous les avons ajoutées à la liste des entités que nous avons suspendues de notre plate-forme pendant que nous enquêtons » .
Selon Bloomberg, Eduardo Bolsonaro est avec Steve Bannon (militant conservateur proche de l'extrême droite, ancien conseiller stratégique de Donald Trump à la Maison-Blanche) l'architecte du rapprochement des camps Bolsonaro et celui de Donald Trump. Eduardo Bolsonaro, s'est notamment affiché sur Instagram, le 3 août 2018 avec Steve Bannon. Eduardo Bolsonaro affirme que Bannon souhaite aider son père, en précisant « Cela n’implique rien de financier, évidemment. Son soutien consiste en des astuces web, peut-être une analyse, une interprétation de données, des choses de ce genre ».
Après la victoire électorale en 2018 de Jair Bolsonaro, ce dernier et son équipe ont nié avoir été aidé par Steve Bannon, mais en 2018, le quotidien brésilien Folha de S.Paulo, bien que se définissant comme journal conservateur d’opposition au gouvernement de Luiz Inácio Lula da Silva et d'autres  ont soutenu que l'équipe de campagne de Bolsonaro avait frauduleusement et illégalement organisé et commandé une vaste opération de désinformation sur WhatsApp. WhatsApp (qui appartient à Facebook) permettait alors à un groupe de converser avec 256 personnes maximum.
L'équipe de Bolsonaro aurait profité de cette brèche pour signer quatre contrats d'environ 3,2 millions d’euros (12 millions de réaux) à des officines spécialisées dans l’envoi massif de messages (« 350 millions de messages payés illégalement et envoyés avec des mensonges à des comptes ciblés »). Les partisans de Bolsonaro (et probablement des bots) ont alors harcelé le journal ayant révélé ces manipulations de l'opinion publique : le journal a reçu en quatre jours environ 220 000 messages de menaces et de propagande pro-Bolsonaro. WhatsApp a de son côté détecté et fermé environ 100 000 comptes liés à ces sociétés.
WhatsApp, après avoir été accusée, au Brésil et dans d'autres pays, d'avoir contribué à des élections frauduleusement gagnées a durci ses règles, mais sans empêcher la création d'un grand nombre de groupes envoyant des messages incluant de fausses informations ou des informations trompeuses car sorties de leur contexte à un nombre quasi-illimité de personnes. De nombreux observateurs pensent que pour l'élection de 2022, ce seront surtout Telegram (créée en 2013 par les frères russes Nikolaï Dourov et Pavel Dourov, et basée à Dubaï) et qui seront utilisés, car n'ayant que peu règles restrictives d'utilisation, et ne disposant pas de bureaux au Brésil ce qui empêche la justice de par exemple faire supprimer des contenus mensonger ou faire supprimer des bots et faux-comptes créés pour tromper certains groupes-cible ou le grand public, ce qui est assimilé à de la fraude électorale).
Selon João Whitaker, Steve Bannon a ainsi également contribué à faire adopter au Brésil « le modèle de la post-vérité » utilisé par les libertariens de droite aux États-Unis et, quotidiennement, par Donald Trump, « où l’on peut dire, sans aucune inquiétude quant aux preuves ou aux références, n’importe quoi sur n’importe quel sujet ». Eduardo Bolsonaro s'est fait photographier avec un T-shirt à la gloire de Project Veritas, une association de l'ultra-droite américaine qui tente de piéger les gens de gauche en se faisant passer pour des journalistes d'investigation. Project Veritas a annoncé fin septembre 2022, alors la campagne des présidentielles brésiliennes divise le Brésil, son intention d'étendre ses activités au Brésil pour aider Jair Bolsonaro.
Le journal The Guardian avait parmi les premiers révélé des pratiques très similaires mises en place, avec succès, par l'équipe de campagne de Donald Trump et celle de Vote Leave (parti créé pour obtenir le Brexit au Royaume-Uni), ayant dans ces deux cas impliqué Steve Bannon.
En 2022, pour tenter une réélection face à l'ancien président Luiz Inácio Lula da Silva, la famille Bolsonaro fait à nouveau appel à Steve Bannon, et à l'un de ses proches : Steven Miller (également ancien conseiller de Trump et fondateur en juillet 2021 de Gettr créé comme substitut à Twitter plébiscité par les militants de l'extrême droite américaine et rapidement adopté au brésil par plus de 80 000 utilisateurs actifs, qui ont créé le second marché de l'application dans le monde, après les États-Unis d'après des chercheurs de l'université Stanford). Les bolsonarsites sont aussi aidés par le fils de Trump Donald Trump Jr et par certains élus américains ultra-conservateurs connus pour leurs propos complotistes (l'un d'entre eux, Mark Green aurait selon le New York Times suggéré à des proches de Jair Bolsonaro de changer les lois électorales pour se protéger contre une « fraude électorale » telle que celle que les partisans de Trump affirment avoir eu lieu aux États-Unis lors de l'élection de Joe Biden).
Le 19 juillet 2025, le juge du Tribunal suprême fédéral, Alexandre de Moraes, ordonne le gel des comptes et avoirs d'Eduardo Bolsonaro dans le cadre de l'enquête du tribunal sur les activités de la famille Bolsonaro aux États-Unis.

### Enquête préliminaire sur l'achat de biens immobiliers
Après les révélations d'acquisitions suspectes de biens immobiliers par son frère Flávio Bolsonaro, c'est en décembre 2020 au tour d'Eduardo Bolsonaro d'être l'objet d'une enquête préliminaire du STF (Cour suprême) sur l'achat, en partie en argent liquide, d'appartements dans les quartiers sud de Rio de Janeiro.